# Sylvia Nwakalor
Sylvia Chinelo Nwakalor (ur. 12 sierpnia 1999 w Lecco) – włoska siatkarka, reprezentantka kraju, grająca na pozycji atakującej.
Jej młodsza siostra Linda, również jest siatkarką.

## Sukcesy reprezentacyjne
Olimpijski Festiwal Młodzieży Europy U-18:
- 2015

Volley Masters Montreux:
- 2018
- 2019

Letnia Uniwersjada:
- 2019[4]

Mistrzostwa Europy:
- 2021

Liga Narodów:
- 2022[5]

Mistrzostwa Świata:
- 2022[6]

## Nagrody indywidualne
- 2015: Najlepsza atakująca Olimpijskiego Festiwalu Młodzieży Europy U-18